# نبهان خريشة
نبهان خريشه واسمه الحقيقي عبد الرحمن بكر "محمد سعيد" خريشة؛ (28 يوليو 1954 – ) هو صحفي وكاتب فلسطيني، وُلد في مدينة طولكرم في فلسطين، عمل في المجالين الإعلامي والأكاديمي، ويُعرف بأنه "أحد أعمدة الإعلام الفلسطيني" وأحد "أبناء الحركة الوطنية الفلسطينية"، وهو من مُؤسسي هيئة الإذاعة والتلفزيون الفلسطينية ونقابة الصحفيين الفلسطينيين، وعضو المؤتمر السابع لحركة فتح المُنعقد عام 2016.

## سيرته
تلقى تعليمه الابتدائي والإعدادي والثانوي في مدارس مدينة طولكرم، وأنهى تعليمه الثانوي عام 1972 وحصل على منحة دراسية جامعية في الجامعة الأردنية، فتوجه إلى الأردن عام 1972 لكنه قرر هناك الالتحاق بالثورة الفلسطينية المعاصرة وحركة فتح بدلًا من بالجامعة، فانتقل منها إلى سوريا ولبنان حيث تلقى فيهما تدريبًا عسكريًا في معسكرات حركة فتح، وبعد ذلك توجه إلى روسيا، ثم عاد في ذات العام 1972 إلى طولكرم فاعتقلته السلطات الإسرائيلية وحكمت عليه بالسجن لمدة حوالي خمسة سنوات.
بعد الإفراج عنه التحق بجامعة بيرزيت عام 1976 حيث حصل منها على درجة البكالوريوس في تخصص دراسات الشرق الأوسط عام 1980، ولاحقًا في عام 1993 التحق بكلية صموئيل إيرفينغ نيوهاوس للاتصالات العامة في جامعة سيراكيوز في الولايات المتحدة الأمريكية حيث نال منها درجة الماجستير في الإذاعة والتلفزيون عام 1996.
بدأ حياته العملية عام 1981 صحيفًا في المكتب الفلسطيني للخدمات الصحفية ومحررًا في صحيفة الفجر الصادرة من القدس. ومنذ العام 1982 وحتى عام 1987 فرضت عليه السلطات الإسرائيلية الإقامة الجبرية في حي ذنابة في مدينة طولكرم لتكون أطول فترة إقامة جبرية متواصلة تُفرض على شخص منذ عهد الانتداب البريطاني على فلسطين.
مع اندلاع الانتفاضة الفلسطينية الأولى اعتقلته السلطات الإسرائيلية إداريًا لمدة ثلاثة شهور في سجن جنيد، وبعد أن أفرجت عنه أصبح عضوًا في القيادة الوطنية الموحدة، ليعاد اعتقاله إداريًا بعد 40 يومًا فقط من الإفراج عنه وتحديدًا في 25 أكتوبر 1988 في سجن النقب الصحراوي لمدة ستة أشهر أخرى.
عمل بعد الافراج عنه مراسلًا لشؤون الأرض المحتلة في صحيفة الحياة اللندنية وصحيفة واشنطن بوست ومجلة الوسط، وساهم في مطلع التسعينات في تأسيس هيئة الإذاعة والتلفزيون الفلسطينية وعمل مديرًا للتدريب فيها، كما شارك في تأسيس نقابة الصحفيين الفلسطينيين.
تولى عام 1996 إدارة مركز الموارد الإعلامية في جامعة بيرزيت، وعمل محاضرًا لصحافة الإنترنت في دائرة الإعلام بالجامعة، كما عمل مراسلًا لراديو سوا الأمريكي في الضفة الغربية، وهو عضو الأمانة العامة لنقابة الصحفيين الفلسطينيين، وعضو المؤتمر السابع لحركة فتح الذي انعقد عام 2016.

## مؤلفاته
له مجموعة من المؤلفات، أبرزها كتاب "سيرة القيد والقلم" الذي صدر في 29 ديسمبر 2021 بحفلٍ وحضورٍ رسميٍ في رام الله، عن دار الاستقلال للثقافة والنشر، وفيه يسرد تجربته النضالية والحياتية لا سيما خلال مشاركته في الانتفاضة الفلسطينية الأولى، ويَدرسُ طلبة مدارس دولة فلسطين جزءًا من هذا الكتاب وذلك من خلال المنهاج الفلسطيني المدرسي الرسمي ضمن كتاب اللغة العربية للصف التاسع.